# Rain, Rain, Rain
Clip vidéo
[vidéo] « Viens, viens (ORTF, 1973) », sur YouTube
Rain, Rain, Rain est une chanson, initialement interprétée en anglais par le chanteur et producteur de musique allemand Simon Butterfly (de son vrai nom Bernd Simon).
La même année, la chanson a été adaptée en français sous le titre Viens, viens. La version française a été enregistrée par Marie Laforêt ainsi que par Les Compagnons de la chanson.

## Origine et écriture
L'auteur compositeur de la version originale est Ralph Bernet. L'enregistrement original de Simon Butterfly a été produit par Bernd Simon (alias Simon Butterfly) lui-même.

## Classements
Rain, Rain Rain par Simon Butterfly
| Classement (1973)            | Meilleure position |
| ---------------------------- | ------------------ |
| Allemagne (Media Control AG) | 20                 |
| Autriche (Ö3 Austria Top 40) | 17                 |
| Suisse (Schweizer Hitparade) | 4                  |

Viens, viens par Marie Laforêt
| Classement (1973)            | Meilleure position |
| ---------------------------- | ------------------ |
| Allemagne (Media Control AG) | 30                 |
| France (IFOP)                | 2                  |
| Grèce                        | 2                  |
| Wallonie                     | 4                  |

## Reprises
La chanson Viens, viens a été reprise au Canada en duo par Gilles Brown et Yves Martin en 1973.
Marie Laforêt et Dalida ont enregistré la chanson en italien, sous le titre Lei, lei, respectivement en 1973 et 1974.
Les Compagnons de la chanson l'ont interprétée et enregistrée la même année en français, elle a été commercialisée sur un disque 45 tours en 1973 en face B au dos de Un Jour ou l'autre an éditions CBS et CBS Série Gémini.